# Полидоров, Степан Иванович
Степан Иванович Полидоров (1882—1932) — советский партийный и государственный деятель, в 1919—1920 председатель Московского губисполкома.

## Биография
Родился в г. Рыбинск Ярославской губернии в семье инспектора рыбинской гимназии Ивана Степановича Полидорова. С 1904 года — студент Московского университета. Член РСДРП с 1905 года. Участвовал в Московском вооруженном восстании в декабре 1905 года. Когда восстание подавили и начались аресты его участников, Полидоров уехал в Рыбинск. К этому времени руководство рыбинской группы РСДРП арестовали и группа бездействовала. Полидоров встал во главе группы. Под его руководством группа возобновила работу бездействовавшей типографии, которая находилась в подвале дома акцизного чиновника в селе Константиновском Ярославской губернии. Типографию перевезли в Рыбинск. Печатали листовки и бюллетень рыбинской группы РСДРП.
Партийную работу вел в Москве, Рыбинске (в 1906—1907 возглавлял комитет РСДРП), Екатеринославе (где с 1907 работал учителем гимназии). Делегат областной конференции РСДРП Центрального промышленного района (27—29 августа 1907 года).
В июле 1906 года Полидоров организовал «экс» почтовой кареты на дороге Рыбинск-Пошехонье. При этом был тяжело ранен и впоследствии скончался почтальон, а также был ранен в ногу ямщик. Осенью 1906 года Полидоров уехал из Рыбинска в Москву, где продолжил революционную работу. В 1908 году его арестовали. Московский окружной комитет РСДРП начал готовить побег заключенному. Для этого узник должен был попасть в психиатрическую больницу при тюрьме. Товарищи передавали Полидорову таблетки, от которых тот впадал в состояние невменяемости, его перевели в психиатрическую больницу, но побег не удался. В 1910 году Полидорова привезли в Рыбинск, где состоялось выездное заседание Московского военно-окружного суда. За организацию и участие в нападении на почтовую карету Полидорова осудили на 12 лет лишения свободы. Наказание он отбывал в Ярославской тюрьме. Амнистирован после Февральской революции.
С мая 1917 член Московского окружного комитета РСДРП(б). Участник Октябрьской революции, один из организаторов борьбы за Советскую власть в Подмосковье.
С декабря 1919 по июнь 1920 года — председатель Московского губисполкома.  Делегат IX партсъезда от Московской губернской организации РКП (б). С 14 июня 1920 по 3 января 1921 года — управляющий делами Президиума Моссовета и Мосгубисполкома. Работал в Московском комитете РКП(б) и в институте пропаганды Московского комитета ВКБ(б), в Моссовете, дважды избирался членом ВЦИК.
В последние годы жизни — персональный пенсионер. Скончался в Москве в 1932 году. Тело его кремировали и захоронили в Кремлёвской стене.
Автор воспоминаний о симуляции психического заболевания в Бутырской и Таганской тюрьмах: «Симулянты». — КиС, 1927, № 4, с. 115—128.